# KMyMoney
KMyMoney è un programma per la gestione della contabilità sviluppato per KDE. Funziona in modo simile a Microsoft Money. Permette la gestione della contabilità personale, familiare e/o aziendale. Supporta diversi tipi di conto, classificazione delle spese e dei redditi, la riconciliazione dei conti bancari, traccia investimenti, gestisce valute multiple, fornisce molti report ed è in grado di importare ed esportare file dello standard QIF. Tramite un plugin separato è possibile importare formati OFX. È disponibile in 26 lingue.
Distribuito sotto la GNU General Public License, KMyMoney è software libero.